# Donauwalzer (1991)
Donauwalzer (Kék Duna keringő) ist ein ungarischer Spielfilm von Miklós Jancsó aus dem Jahre 1991.

## Handlung
Die Parlamentswahlen haben eine Rechtsregierung hervorgebracht. Ein Neffe des Ministerpräsidenten steht in Opposition zu seinem Onkel und unterhält eine Beziehung mit dessen Ehefrau. Er bringt die Ehefrau dazu, ihren Mann in einem Budapester Hotel zu erschießen. Es entbrennt ein Kampf um die Macht, der von unzähligen Kameras verfolgt und auf Bildschirmen ausgestrahlt wird. Immer mehr Menschen werden umgebracht. Zuletzt erweist sich das ganze Schauspiel als gestellt, tatsächlich ist niemand umgekommen. Es richtete sich ausschließlich gegen den Neffen, der als einziger umkommt.

## Kritik
Der International Film Guide 1993 meinte, als Kommentar zur gegenwärtigen Politik in Ungarn zeuge der Film von Jancsós politischer Ehrlichkeit. Der Regisseur arbeite „mit seinen üblichen stilistischen Kennzeichen und einer starken Besetzung“. Er beginne zwar mit einem „Stil der obersten Klasse mit schlauen Widerhaken und beißenden Beobachtungen“, verliere sich aber später in einem Übermaß an Gespieltheit.